# Thanh Hà, Hình Đài
Thanh Hà (chữ Hán giản thể: 清河县, âm Hán Việt: Thanh Hà huyện) là một huyện thuộc địa cấp thị Hình Đài, tỉnh Hà Bắc, Cộng hòa Nhân dân Trung Hoa. Huyện này có diện tích 501 ki-lô-mét vuông, dân số năm 2003 là 350.000 người. Huyện Thanh Hà được chia thành 6 trấn: Cát Tiên Trang, Vương Cung Trang, Du Phường, Tạ Lò, Bá Doanh, Liên Trang.